# Euphorbia pseudofulva
Euphorbia pseudofulva là một loài thực vật có hoa trong họ Đại kích. Loài này được Miranda mô tả khoa học đầu tiên năm 1951.